# Szpicel
Szpicel (fr. Le doulos) – francusko-włoski czarno-biały film kryminalny z 1962 roku w reżyserii i wedle scenariusza Jean-Pierre Melville’a, będący adaptacją powieści o tym samym tytule (1957) autorstwa Pierre’a Lesou. W rolach głównych wystąpili Serge Reggiani, Jean-Paul Belmondo oraz Fabienne Dali. Pierwszy pokaz filmu miał miejsce we Włoszech 13 grudnia 1962, francuska premiera odbyła się w Paryżu 8 lutego 1963.

## Opis fabuły
Złodziej Maurice Faugel opuszcza więzienie po spędzeniu tam czterech lat. Spotyka się z Gilbertem Vanovre, który oszacowuje wartość skradzionej przez niego biżuterii. Maurice zabija Gilberta jego własnym rewolwerem, zabierając ze sobą drogocenny łup. Po dokonaniu mordu zakopuje biżuterię i planuje kolejny skok, w którym pomóc mają mu znajomi. Wśród nich jest Sillien, zaopatrujący ich w sprzęt niezbędny do przekrętu. W dniu rozboju, działanie Maurice'a i jego wspólnika nie idzie zgodnie z planem, na miejscu pojawia się policja. Wspólnik Maurice'a ginie, a sam Maurice zostaje ranny. Policjanci po znalezieniu Silliena pytają go o jego powiązania ze skokiem Maurice'a, oraz z zabójstwem Gilberta. Bohater stoi przed decyzją wyznania policji prawdy lub chronienia przyjaciół.

## Obsada
- Jean-Paul Belmondo jako Sillien
- Serge Reggiani jako Maurice Faugel
- Philippe Nahon jako Remy
- Jean Desailly jako Clain, komisarz policji
- Daniel Crohem jako inspektor Salignari
- Fabienne Dali jako Fabienne
- Michel Piccoli jako Nuttheccio
- René Lefèvre jako Gilbert Varnove
- Marcel Cuvelier jako pracownik policji
- Jacques Léonard jako pracownik policji
- Volker Schlöndorff jako klient baru (niewymieniony w czołówce)

## Odbiór
W napisanej w 1964 roku recenzji The New York Times Bosley Crowther wyraził krytyczną opinię o filmie. Napisał, że film jest „przegadany” i nieudanie usiłuje wplatać tematykę filozoficzną. Skrytykował także występy Serge’a Reggiani i Fabienne Dali.
Po oficjalnym wydaniu filmu na DVD w 2008 roku, opinie o filmie były głównie pozytywne. Na portalu Rotten Tomatoes, który agreguje recenzje zrzeszonych wokół ów portalu krytyków, Szpicel utrzymuje 95% pozytywnych recenzji z 21 napisanych i średnią ocen o wartości 8,0/10. Jedyną negatywną recenzją wliczoną do oceny portalu, jest ta autorstwa Bosleya Crowthera.